# 나카촌 (히로시마현)
나카촌(中村)은 히로시마현 사에키군에 있던 촌이다. 현재의 에타지마시 노우미정나카정에 해당한다.

## 역사
- 1889년 4월 1일 - 정촌제 시행에 의해 사에키군 나카촌이 발족하였다.
- 1955년 4월 1일 - 가노카와정, 다카타촌과 합병해 노미정이 신설하여 폐지되었다.

## 참고문헌
- 角川日本地名大辞典 34 広島県
- 『市町村名変遷辞典』東京堂出版、1990年。
- 山口修監修『全国郵便局沿革録 明治編』日本郵趣出版、1980年。